# Bourguignon-sous-Montbavin
Bourguignon-sous-Montbavin – miejscowość i gmina we Francji, w regionie Hauts-de-France, w departamencie Aisne.
Według danych na styczeń 2014 roku gminę zamieszkiwało 145 osób, a gęstość zaludnienia wynosiła 75,5 osób/km².